# Metalloinwest
Metalloinwest (russisch Металлоинвест, englisch Metalloinvest) ist ein russisches Bergbau- und Metallurgieunternehmen. Anteilseigner sind Alischer Usmanow (48 %), Andrei Skotsch (30 %) und Farhad Moshiri (10 %).
Das Unternehmen stellte 2014 38,7 Mio. t Eisenerz, 22,7 Mio. t Pellets und 4,5 Mio. t Stahl her. Damit ist Metalloinwest Russlands größter Eisenerzproduzent. Bei den Reserven steht das Unternehmen weltweit an zweiter Stelle nach Vale.

## Werke

### Bergbau
- Lebedinski GOK bei Gubkin
  - Hot-Briquetted-Iron-Werk
- Michailowski GOK bei Schelesnogorsk

### Stahlerzeugung
- OEMK bei Stary Oskol
- Uralskaja Stal bei Nowotroizk

### Sonstige
- Gipromez